# 새미 리 (축구인)
새뮤얼 "새미" 리(영어: Samuel "Sammy" Lee, 1959년 2월 7일 ~ )는 잉글랜드의 축구 지도자이자 전직 선수였다.